# أندري تاركوفسكي
أندري تاركوفسكي (الروسية: Андрей Арсеньевич Тарковский) (‏ 4 أبريل 1932، 29 ديسمبر 1986) هو مخرج وممثل وكاتب روسي، منظر سينمائي ومدير أوبرا.

## نشأته
ولد «تاركوفسكي» عام 1932م، في مدينة زفراجيه الروسية الواقعة على ضفاف نهر الفولغا، ابناً للشاعر الروسي «أرسيني تاركوفسكي»، والدته مايا إيفانوفنا فيشيناكفا. بعد انفصال والديه، عاش آندريه وأخته عند أمهما التي أخذت تعمل كمصححة في إحدى المطابع.
في العام 1939 بدأ التعليم في المدرسة الابتدائية بموسكو، ولكن عند بداية الحرب قطع دراسته ورجع إلى قريته عند أمـه، ولكن خلال فترة الحرب كانت العائـلة مضطرة لإخلاء المكان، فعاشوا عند أقرباء لهم لفترة من الوقت.
أبدى اهتماماً مبكراً بالرسم والموسيقى، ودرس العربية، لكن بسبب إصابته بارتجاج في الدماغ قطع دراسته قبل إنهائها، وانتقل إلى دراسة الجيولوجيا، في حلقة للبحث العلمي في معهد الذهب بجمهورية قرغيزيا حيث عمل ما يقارب السنة عند نهر كوريكا في إقليم توروخان. وبعد أن عمل كجيولوجي في بداية حياته، كانت خطوته الكبرى في الانتساب إلى المدرسة الرسمية للسينما التابعة للدولة في موسكو، والتي كان يرأسها السينمائي البارز ميخائيل روم. قدم من خلالها «تاركوفسكي» فيلمه القصير «القتلة» عام 1958 المأخوذ عن قصة قصيرة للأمريكي «إرنست همنجواي»، ثم تبعه بآخرين وبمدة أطول وإن بقيا قصيرين، «لن يكون هناك رحيل اليوم» مع مع الكسندر كوردون سنة 1959م.
بدأ في تلك الفترة بتحليل أفلام المخرج الإسباني السوريالي لويس بونـويل والسويدي أنغمار بيرغمان، ويبدأ صداقته الإبداعية مع آندريه ميخائيلكوف-كونجلوفسكي الذي هجر الاتحاد السوفيتي إلى أميركا فيما بعد، لكنه عاد بعد سقوط النظام السوفيتي لاحقا، فكتبا معا سيناريوهات سينمائية مشتركة منها: ملعب التزحلق والكمان وآندريه روبلوف. في العام 1960 ينهي دراسته بمعهد السينما ومعه دبلوم في الإخراج، وكان فلم تخرجـه هو ملعب التزحلق والكمان، والذي فاز بالجائزة الأولى في مهرجان الأفلام الطلابية الذي أُقيم في نيويورك في العام 1961.

## مسيرته
لفت عمله طفولة إيفان الأنظار، قام بعدها بإهداء السينما أحد أجمل الأفلام السينمائية: أندريه روبيلوف، الفيلم الذي يمكن تمييزه كعمل يتباين في جملته مع «طفولة إيفان»، بورتريه عن فنان روسي أواخر القرن الخامس عشر، ودراما مجازية عن محنة الفنانين الروس، رأى فيه بعض النقاد نقداً حاداً لتأثيرات الحرب وآثارها الفوضوية على حياة الإنسانية، ويعتبر هذا الفيلم من أبرز وأكثر أعماله تعبيراً عن أساليبه الإخراجية ولغته السينمائية التي اجتذبت مخرجين كبار ونالت استحسانهم أمثال السويدي «بيرغمان» أو الياباني «كيراساوا». كان هذا الفيلم بحق معضلة «تاركوفسكي» الأولى مع الرقابة الروسية، التي لم تسمح بعرضه في روسيا إلا عام 1971، مما زاده جماهيرية مضافاً إليها حصوله على جائزة في مهرجان كان.
فيلم سولاريس سنة 1972 كان تطوراَ مثيراً لمسيرة هذا المخرج، الذي تناول رواية خيال علمي للروائي الروسي ستانيسلاف ليم التي تحمل العنوان ذاته، عن رائد فضاء فقد زوجته لكنه يجدها في وقائع غريبة على الكوكب الذي أرسل إليه من وكالة الفضاء التي يعمل فيها للتحقيق في حوادث غامضة، وهو نقد للمادية التي طغت على الإنسانية وساهمت في تلاشي القيم الروحية والأخلاقية. في المرآة سنة 1975، لم يزل «تاركوفسكي» يغزل على ذات المنوال، حيث يستلهم سيرة ذاتية ويقولبها في تسلسل تاريخي متميز، رجل يبدأ بمعاصرة ذكرياته مرة أخرى، عن طفولة ومراهقة أسهمت القوى الجديدة في تدمير معظمها.
في عام 1979 أخرج آخر أفلامه في روسيا، فيلم المقتفي، المقتبس عن رواية قصيرة في الخيال العلمي للأخوين «أركادي وبوريس ستروقاتسكي» بعنوان «نزهة على جانب الطريق» 1971م، فيلم ذكي بإبداع بصري مذهل يحوز معظم مفاهيم «تاركوفسكي» الإخراجية وأساليبه الفنية. حيث يبرز مفهومه الخاص بنحت الزمن بوضوح بارز للغاية، عن قصة بعثة علمية يقودها أحد المتسللين للوصول إلى أرض تبدو عليها آثار زيارة من الغرباء -سكان الكواكب الأخرى- ومنطقة تتحقق فيها الرغبات -إشارة إلى الآمال التي يتعلق بها البشر وأوهامهم بشأن السعادة- ووقائع تلك الزيارة، ونتائجها المختلفة بالنسبة لكل فرد من أفراد البعثة.

## فلسفته
منذ باكورته طفولة إيفان (1962)، استند إلى لغة مغايرة في بناء المشهد السينمائي. إذ كان يؤكد دوماً أنّ «الإيقاع هو العنصر الأساسي المكوّن للسينما». لكن هناك عناصر أخرى أخذت تبرز في أعماله مثل بصمة الزمن على الأشياء، وما تتركه على روح الشخصيات. يقول في حوار معه: «تكمن أهمية الفن في أنّه يحمل شوقاً إلى المثال». هكذا، يقود أبطال أفلامه إلى عالم قاتم يحتاجون فيه إلى قوة للعبور نحو «البلد السعيد».
«المرآة» (1975) سيمثّل منعطفاً في سرده السينمائي، فهو من أكثر أفلامه تعقيداً لجهة الأفكار والبناء الدرامي. البطل ألكسي لا يظهر على الشاشة، لكننا نسمع صوته، ونرى يده مرة واحدة فقط. هنا الحياة مغبّشة ومبهمة، كما لو أنّها مقطع من رواية مارسيل بروست «البحث عن الزمن المفقود». الفقدان إذاً هو مركز عمل تاركوفسكي وأفلامه تتمحور حول استعادة الزمن المنهوب وتسجيله.
في الحنين (1983)، سيستكمل هواجسه الروحية والدراما الداخلية للبشر في اضطرامها وصراعها مع المجهول. وفيلمه الأخير «القربان» (1986) ينهض على قناعة بأن «هدف الفن تحضير الإنسان للموت والارتقاء بروحه حتى تكون قادرة على فعل الخير».

## وصلات خارجية
- أندري تاركوفسكي على موقع أرشيف الشارخ.
- أندري تاركوفسكي على موقع IMDb (الإنجليزية)
- أندري تاركوفسكي على موقع الموسوعة البريطانية (الإنجليزية)
- أندري تاركوفسكي على موقع مونزينجر (الألمانية)
- أندري تاركوفسكي على موقع ألو سيني (الفرنسية)
- أندري تاركوفسكي على موقع ميوزك برينز (الإنجليزية)
- أندري تاركوفسكي على موقع أول موفي (الإنجليزية)
- أندري تاركوفسكي على موقع قاعدة بيانات الأفلام السويدية (السويدية)
- أندري تاركوفسكي على موقع إن إن دي بي (الإنجليزية)
- أندري تاركوفسكي على موقع ديسكوغز (الإنجليزية)
- أندري تاركوفسكي على موقع قاعدة بيانات الفيلم (الإنجليزية)
- Tarkovsky Senses Of Cinema: Andrei Tarkovsky[وصلة مكسورة]